# NGC 1624-2
NGC 1624-2 is een blauwe hoofdreeksster (spectraalklasse O7f?cp en schijnbare magnitude 11,8) in de open sterrenhoop NGC 1624 (geassocieerd met het H-II-gebied Sh 2-212)
in het sterrenbeeld Perseus op een afstand van 2335 lichtjaar van de Aarde.
Het magnetisch veld van de ster (groter dan 20 kG) is 20.000 keer zo sterk als dat van de Zon en bijna 10 keer zo sterk als dat van enig andere reuzenster. De ster heeft een massa van 35 zonnemassa's en is een ster van spectraalklasse O. Door het sterke magnetisch veld rijkt de sterrenwind tot 11,4 keer de straal van de ster, wat een zeer groot volume van de magnetosfeer betekent. In vergelijking met vergelijkbare reuzensterren is de sterrenwind 4 keer groter en de magnetosfeer 80 keer groter.